# Ales Bjaljatski
Ales Viktaravitj Bjaljatski (belarusiska: Алесь Віктаравіч Бяляцкі), född 25 september 1962 i Värtsilä nära Sordavala i dåvarande Karelska ASSR i Sovjetunionen, är en belarusisk författare och medborgarrättsaktivist.
Han är mottagare av Per Anger-priset (2006), Right Livelihood-priset (2020) och Nobels Fredspris (2022).

## Biografi
Aljaksandr Bjaljatski utbildade sig i litteraturhistoria och har varit direktör för Maksim Bahdanovitjs litteraturmuseum i Minsk. Han engagerade sig politiskt efter Sovjetunionens upplösning 1991 och var medlem av Belarus Folkfront (BFP), som stod i opposition till president Aleksandr Lukasjenkos styre. 
Han grundade 1996 medborgarrättsorganisationen Vjasna med huvudkontor i Minsk i Belarus, i samband med upplösningen av landets parlament och följande nedslående av oppositionella demonstrationer. Organisationen ger stöd till personer som förföljs i Belarus för sina politiska åsikter. Den förlorade genom ett beslut av Högsta domstolen 2003 sin ställning som registrerad ideell organisation (NGO) på grund av sin bevakning av landets presidentval 2001, men verksamheten har fortsatt under inofficiella former.
Bjaljatski har ställts inför rätta ett tjugotal gånger. I augusti 2011 fängslades han och dömdes till fyra och ett halvt års fängelse för skattebrott. Människorättsaktivister i Belarus kallade domen politiskt motiverad, och politiska ledare i EU och USA kallade Bjaljatski för en politisk fånge. Han dömdes 2023 till 10 års fängelse efter att ha gripits i samband med omfattande protester i Belarus. Han har inte fått någon rättslig prövning.
Bjaljatski gifte sig med Natalja Pintjuk 1987.

## Utmärkelser
Bjaljatski fick efter nominering av Svenska Helsingforskommittén för mänskliga rättigheter 2006 års Per Anger-pris med motiveringen: "för att i sin orädda kamp för den vanliga människans rätt, bekämpa förtryck av de mänskliga rättigheterna".
År 2020 tilldelades Bjaljatski och Vjasna Right Livelihood-priset. Priset motiverades med orden: "Genom sitt engagemang för demokrati och frihet har Bjaljatski och Vjasna lagt grunden för ett fredligt och demokratiskt samhälle i Belarus."
År 2022 tilldelades Bjaljatski Nobels fredspris tillsammans med organisationerna Memorial och Center for Civil Liberties.